# Meteorus
Meteorus är ett släkte av steklar som beskrevs av Alexander Henry Haliday 1835. Meteorus ingår i familjen bracksteklar.

## Bildgalleri

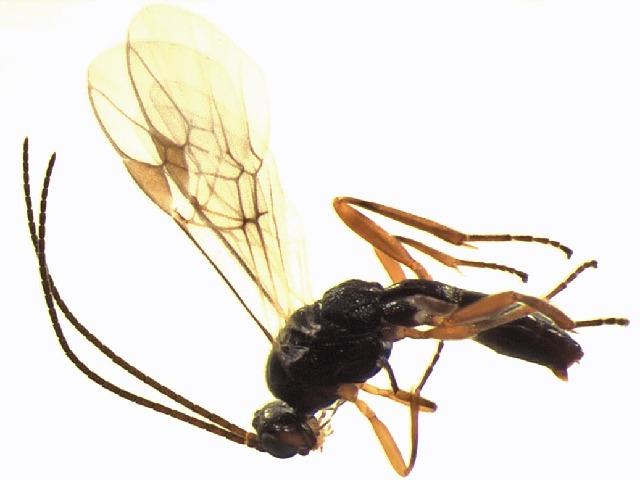

## Dottertaxa tillMeteorus, i alfabetisk ordning[1][2]
- Meteorus abdominator
- Meteorus abscissus
- Meteorus achterbergi
- Meteorus acronyctae
- Meteorus acutus
- Meteorus affinis
- Meteorus alboannulatus
- Meteorus alborossicus
- Meteorus albulus
- Meteorus alejandromasisi
- Meteorus anastasiae
- Meteorus angiclypealis
- Meteorus angustatus
- Meteorus angustifacies
- Meteorus angustipennis
- Meteorus anicus
- Meteorus annetteae
- Meteorus antefurcalis
- Meteorus anthracnemis
- Meteorus antipodalis
- Meteorus aotouensis
- Meteorus arcticus
- Meteorus arctiicida
- Meteorus argostigmatus
- Meteorus argyrotaeniae
- Meteorus arizonensis
- Meteorus arrogator
- Meteorus ate
- Meteorus austini
- Meteorus australis
- Meteorus autographae
- Meteorus bacoorensis
- Meteorus bakeri
- Meteorus beroni
- Meteorus betulini
- Meteorus boreus
- Meteorus breviantennatus
- Meteorus breviatus
- Meteorus brevicauda
- Meteorus brevicornis
- Meteorus brevifacierus
- Meteorus brevis
- Meteorus brownii
- Meteorus buyunensis
- Meteorus caelebs
- Meteorus cameroni
- Meteorus camilocamargoi
- Meteorus campestris
- Meteorus camptolomae
- Meteorus capensis
- Meteorus capito
- Meteorus cespitator
- Meteorus changbaishanicus
- Meteorus cheni
- Meteorus chilensis
- Meteorus cinctellus
- Meteorus cingiliae
- Meteorus cis
- Meteorus citimus
- Meteorus clinophthalmicus
- Meteorus clytes
- Meteorus cobbus
- Meteorus coffeatus
- Meteorus cognatus
- Meteorus collectus
- Meteorus colon
- Meteorus communis
- Meteorus congregatus
- Meteorus conjunctus
- Meteorus consimilis
- Meteorus corax
- Meteorus corniculatus
- Meteorus crassicornis
- Meteorus croce
- Meteorus curvus
- Meteorus cyranus
- Meteorus dasys
- Meteorus datanae
- Meteorus delator
- Meteorus deltae
- Meteorus delusor
- Meteorus depressus
- Meteorus derocalamus
- Meteorus desmiae
- Meteorus destructor
- Meteorus dialeptosus
- Meteorus dichomeridis
- Meteorus dilutus
- Meteorus dimidiatus
- Meteorus dos
- Meteorus ductor
- Meteorus durbanensis
- Meteorus eaclidis
- Meteorus eadyi
- Meteorus ealanus
- Meteorus effeminatus
- Meteorus ejuncidus
- Meteorus elongatus
- Meteorus eminulus
- Meteorus endoclytae
- Meteorus enodis
- Meteorus euchromiae
- Meteorus eumenidis
- Meteorus euschausiae
- Meteorus exiguae
- Meteorus fastidiosus
- Meteorus filator
- Meteorus fischeri
- Meteorus flaviceps
- Meteorus flavicornis
- Meteorus flavicoxa
- Meteorus fujianicus
- Meteorus fumipennis
- Meteorus gloriosus
- Meteorus gotoi
- Meteorus gracilis
- Meteorus graciliventris
- Meteorus heliophilus
- Meteorus hepiali
- Meteorus hicoriae
- Meteorus hirsutipes
- Meteorus honghuaensis
- Meteorus hubeiensis
- Meteorus humilis
- Meteorus hyphantriae
- Meteorus hypophloei
- Meteorus ictericus
- Meteorus indagator
- Meteorus insulicola
- Meteorus interstitialis
- Meteorus ipidivorus
- Meteorus jaculator
- Meteorus jezoensis
- Meteorus jilinensis
- Meteorus josieas
- Meteorus kleini
- Meteorus komensis
- Meteorus kotanii
- Meteorus kotenkoi
- Meteorus kraussi
- Meteorus kunashiricus
- Meteorus kurokoi
- Meteorus kyushuensis
- Meteorus laevigatus
- Meteorus lal
- Meteorus laodice
- Meteorus laphygmae
- Meteorus laphygmarum
- Meteorus laqueatus
- Meteorus latipennis
- Meteorus latro
- Meteorus latus
- Meteorus leptokolosus
- Meteorus limbatus
- Meteorus lindae
- Meteorus lionotus
- Meteorus lipsis
- Meteorus longicaudis
- Meteorus longicaudus
- Meteorus longicornis
- Meteorus longidens
- Meteorus longidiastemus
- Meteorus longiradialis
- Meteorus longus
- Meteorus luteus
- Meteorus margaroniae
- Meteorus mariamartae
- Meteorus marshi
- Meteorus megalops
- Meteorus megalopsus
- Meteorus melanostictus
- Meteorus micrommatus
- Meteorus micropilosus
- Meteorus micropterus
- Meteorus nadezhdae
- Meteorus narangae
- Meteorus neavei
- Meteorus nereus
- Meteorus nixoni
- Meteorus nodai
- Meteorus novazealandicus
- Meteorus obfuscatus
- Meteorus obscurus
- Meteorus obsoletus
- Meteorus octasemae
- Meteorus oculatus
- Meteorus orbitus
- Meteorus orientis
- Meteorus ornatus
- Meteorus ottus
- Meteorus oviedoi
- Meteorus pachymetae
- Meteorus pallicornis
- Meteorus pallidus
- Meteorus pallipes
- Meteorus palmeri
- Meteorus papiliovorus
- Meteorus parafilator
- Meteorus pendulus
- Meteorus petilus
- Meteorus pictus
- Meteorus pinguicornis
- Meteorus pinifolii
- Meteorus platensis
- Meteorus politus
- Meteorus politutele
- Meteorus popovi
- Meteorus prosnixoni
- Meteorus provancheri
- Meteorus proximus
- Meteorus pseudodimidiatus
- Meteorus pulchricornis
- Meteorus punctatus
- Meteorus punctifrons
- Meteorus quinlani
- Meteorus radialis
- Meteorus remotus
- Meteorus rex
- Meteorus rhytismus
- Meteorus rogerblancoi
- Meteorus rossicus
- Meteorus rubens
- Meteorus ruficeps
- Meteorus rufus
- Meteorus rugiclypeolus
- Meteorus rugifrontatus
- Meteorus rugivultus
- Meteorus rugosus
- Meteorus russeithorax
- Meteorus salicorniae
- Meteorus sedlaceki
- Meteorus sedulus
- Meteorus seyrigi
- Meteorus shawi
- Meteorus sinicus
- Meteorus spilosomae
- Meteorus sritus
- Meteorus stenostigma
- Meteorus sterictae
- Meteorus strabismus
- Meteorus strictus
- Meteorus subjaculator
- Meteorus sulcatus
- Meteorus sutshanicus
- Meteorus tabidiae
- Meteorus tabidus
- Meteorus takenoi
- Meteorus tanycoleosus
- Meteorus tarius
- Meteorus tauricornis
- Meteorus terebratus
- Meteorus tersus
- Meteorus testaceorufa
- Meteorus testaceus
- Meteorus tetralophae
- Meteorus tibialis
- Meteorus tongmuensis
- Meteorus townesi
- Meteorus townsendi
- Meteorus trachynotus
- Meteorus transcaperatus
- Meteorus tribulosus
- Meteorus trichogrammae
- Meteorus tricolor
- Meteorus trilineatus
- Meteorus triptus
- Meteorus turgidus
- Meteorus tydeus
- Meteorus uno
- Meteorus varicosus
- Meteorus variegatus
- Meteorus variipes
- Meteorus varinervis
- Meteorus watanabei
- Meteorus versicolor
- Meteorus vexator
- Meteorus whartoni
- Meteorus wittei
- Meteorus vitticollis
- Meteorus wuyiensis
- Meteorus yamijuanum
- Meteorus yanagiharai
- Meteorus yunnanicus
- Meteorus zhoui
- Meteorus zinaidae